# Солотвинка (полонина)
Соло́твинка (пол. Sołotwinka) — полонина в Західних Ґорґанах (Українські Карпати), в межах Калуського району Івано-Франківської області.
Розташована на хребті Яйко-Ілемське — Молода, між вершинами Сиваня Лолинська (на півночі) та Молода (на сході), на висоті від 1395 м.над рівнем моря. Довжина полонини 450 м, ширина — до 100 м. 
Полонина є місцем найнижчого пониження хребта і вододілом потоків Мшана та Правич, а також вузловим туристичним об'єктом. Тут сходяться кілька маршрутів: по хребту від Яйка-Ілемського до Молодої, з долини річки Свічі, а також з вододільного хребта (від Закарпатської області) через гору Гичу. В напрямку гори Гичі розташоване найближче джерело (відстань бл. 350 метрів). Є багато дров. На полонині немає господарських споруд. Час підйому на вершину Молодої — 1 год. 40 хв., на вершину Сивані Лолинської — 50 хвилин. 